# Lord Great Chamberlain

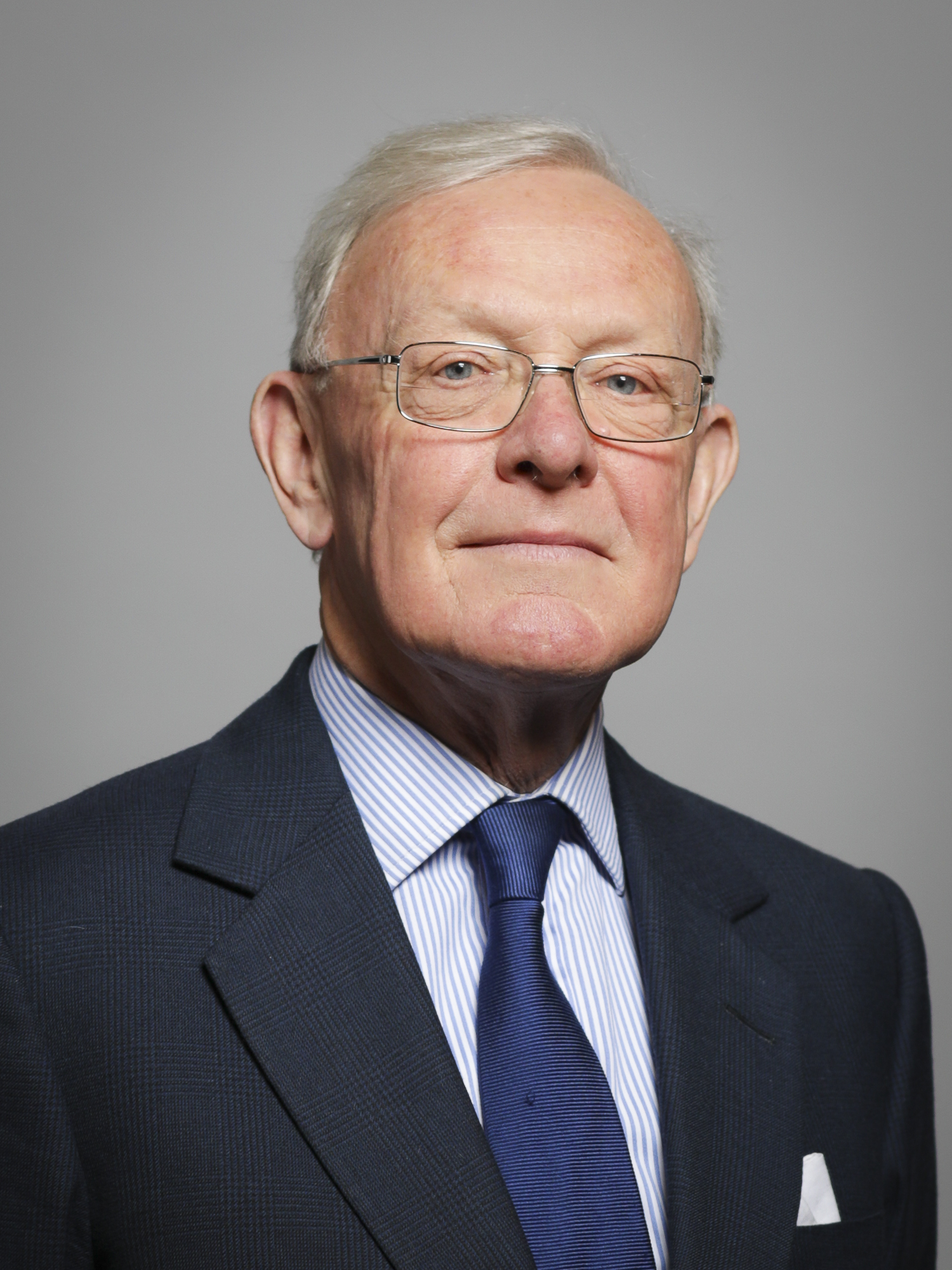
Lord Carrington, seit September 2022 Lord Great Chamberlain

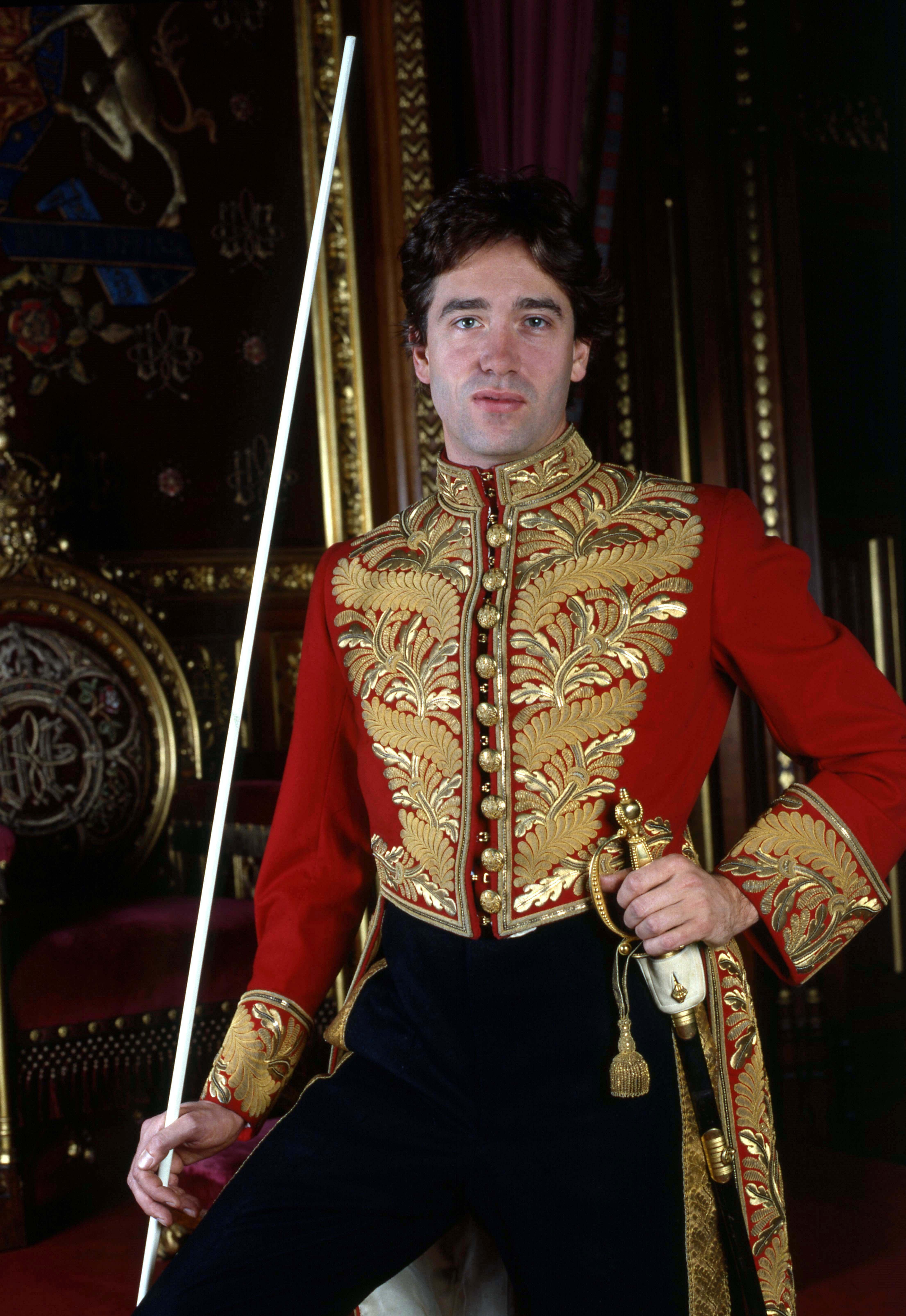
David Cholmondeley, 7. Marquess of Cholmondeley in der zeremoniellen Hofuniform und mit dem weißen Amtsstab des Lord Great Chamberlain (1992)

Das Amt des Lord Great Chamberlain (deutsch Lord Oberkämmerer) von England ist das sechste unter den Great Officers of State und rangiert zwischen dem des Lord Keeper of the Privy Seal und dem des Lord High Constable. Nicht zu verwechseln ist der Lord Great Chamberlain als Staatsbeamter mit dem Lord Chamberlain of the Household, der hingegen Hofbeamter ist.
Der Lord Great Chamberlain hatte einst als oberster Kämmerer Amtsgewalt über den Palace of Westminster mit dem House of Commons und dem House of Lords als Kammern des britischen Parlaments. Er führte im Parlament das Sword of State und eröffnete und schloss damit die Sitzungen. 1965 beschloss das Parlament, dass beide Kammern die Verantwortung in ihren Räumen selbst tragen sollten. Diese werden seitdem vom Lord Speaker und dem Lordkanzler verwaltet. Der Lord Great Chamberlain spielt aber immer noch eine wichtige Rolle bei der Krönung britischer Monarchen, wo er vor der Zeremonie das Ankleiden des Thronanwärters leitet, bei der Krönung die Aushändigung der Insignien überwacht und beim Krönungsbankett dem neuen Herrscher das Wasser reicht.

## Geschichte des Amtes
Das Staatsamt ist erblich und wurde einst von König Heinrich I. von England bald nach seiner Thronbesteigung 1100 an Robert Malet übertragen, den Sohn eines der führenden Gefährten von William dem Eroberer. Das letzte von Robert Malet unterzeichnete Dokument stammt vom 13. Februar 1105, danach gibt es von ihm keine Spur mehr. 1133 übertrug König Heinrich das Amt des Lord Great Chamberlain an Aubrey de Vere, dessen gleichnamiger Sohn das Amt 1141 weiterführte und zum Earl of Oxford erhoben wurde. Das Amt blieb bis 1526 in Personalunion mit diesem Earlstitel verbunden (mit Ausnahme einiger Jahre, in denen der Titel wegen Hochverrats zeitweise aberkannt war und das Amt ruhte).
Als 1526 John de Vere, 14. Earl of Oxford, kinderlos starb, kam es zu einer Erbteilung. Seine nächsten Verwandten und Erbinnen des wesentlichen Teils seines Vermögens waren seine drei Schwestern Dorothy, Elizabeth und Ursula. Der Earlstitel fiel hingegen an seinen nächsten männlichen Verwandten, seinen Vetter zweiten Grades John de Vere, 15. Earl of Oxford. Das erbliche Amt wurde daraufhin von der Krone eingezogen, und König Heinrich VIII. setzte den 15. und 16. Earl of Oxford jeweils nur noch auf Lebenszeit zum Lord Chamberlain ein.
Erst Königin Maria I. bestätigte dem 16. Earl of Oxford wieder die Erblichkeit des Amtes. Als 1626 Henry de Vere, 18. Earl of Oxford, kinderlos starb, kam es erneut zu einer Erbteilung zwischen seinen nächsten Verwandten, seinen Halbschwestern und deren Erben, während der Earlstitel an seinen nächsten männlichen Verwandten, seinen Vetter zweiten Grades Robert de Vere, 19. Earl of Oxford, fiel. Das House of Lords entschied daraufhin, das Amt des Chamberlain dem Sohn der Schwester seines Vaters, Robert Bertie, 14. Baron Willoughby de Eresby, zu übertragen. Dieser wurde zugleich zum Earl of Lindsey erhoben.
Die Earls of Lindsey, später Dukes of Ancaster and Kesteven, blieben Amtsinhaber, bis 1779 der 4. Duke of Ancaster und Kesteven starb, zwei Schwestern als weibliche und einen Onkel als männlichen Erben hinterlassend. Der Onkel ist dann 5. Duke geworden, aber das House of Lords entschied, dass den Schwestern Priscilla (der späteren 21. Baroness Willoughby de Eresby), und Georgiana (Gattin des George Cholmondeley, 1. Marquess of Cholmondeley) gemeinschaftlich das Amt des Lord Great Chamberlain zugesprochen wurde und sie das Recht erhielten, einen Stellvertreter zu ernennen, um ihre Aufgaben wahrzunehmen.
Der Anteil am Amt von Priscilla ist 1870 nach zwei Generationen männlicher Erben auf zwei von ihren Enkelinnen aufgeteilt worden und wurde in den nachfolgenden Jahrzehnten noch mehrere Male aufgeteilt. Der Anteil von Georgiana ist dagegen immer wieder von einem einzelnen männlichen Erben übernommen worden, die als Nachfolger von Georgianas Gatten den Adelstitel Marquess of Cholmondeley führten.
Das Amt des Lord Great Chamberlain kann im Hinblick auf die damit verbundenen zeremonialen Aufgaben bei konkreten Anlässen stets nur eine einzelne Person ausüben. Die verschiedenen Personen, die Anteile an der Chamberlainship halten, bilden faktisch eine Erbengemeinschaft, in der das Recht, bei einem konkreten Anlass wie z. B. den Krönungsfeierlichkeiten das Amt auszuüben, zwischen drei Familien rotiert. Bei zwei dieser Familien liegt das Recht bei jeweils einer Person (Marquess of Cholmondeley und Baroness Willoughby de Eresby), der Anteil des Marquess of Lincolnshire ist auf insgesamt 12 Erben aufgeteilt, die sich entsprechend darüber einigen müssen, wer das Amt ausüben darf. Die Marquesses of Cholmondeley halten dabei eine Hälfte vom Amt und können daher bei jeder zweiten Gelegenheit das Amt ausüben oder einen Stellvertreter berufen.
Da die Cholmondeley-Anteile und die Ancaster-Anteile (die seit 1983 von der Baroness Willoughby de Eresby gehalten wird) nicht weiter gespalten sind, beschließt jeder dieser Inhaber seinerseits, als Lord Great Chamberlain zu fungieren oder eine Person zu benennen, die als Lord Great Chamberlain fungieren wird. Der Carrington-Anteil wurde bei seinem Tod unter seinen fünf Töchtern und deren Erben aufgeteilt und seitdem weiter aufgeteilt, wobei 13 Personen ab 2021 Anteile hielten. Bei der Thronbesteigung Charles III. fiel das Amt an die Carrington-Erben; daher ist seit dem 9. September 2022 Rupert Carington, 7. Baron Carrington, zum Lord Great Chamberlain ernannt worden. (Da er vom jüngeren Bruder des Earls abstammt, hat er selbst aber keinen Anteil am Amt.)
Der House of Lords Act 1999 schaffte die Regelung ab, dass erbliche Peerstitel automatisch zu einem Sitz im House of Lords berechtigen. Ausgenommen davon blieben die jeweiligen Inhaber des Amtes des Lord Great Chamberlain und des Earl Marshal, damit sie weiterhin ihre zeremonialen Funktionen ausüben können.

## Lords Great Chamberlain seit 1485
| Jahre     | Inhaber der Lord Great Chamberlainship                                                  | Anteil |
| --------- | --------------------------------------------------------------------------------------- | ------ |
| 1100–1105 | Robert Malet                                                                            | 1      |
| 1133–1141 | Aubrey de Vere                                                                          | 1      |
| 1133–1141 | Aubrey de Vere, 1. Earl of Oxford                                                       | 1      |
| 1194–1214 | Aubrey de Vere, 2. Earl of Oxford                                                       | 1      |
| 1214–1221 | Robert de Vere, 3. Earl of Oxford                                                       | 1      |
| 1221–1263 | Hugh de Vere, 4. Earl of Oxford                                                         | 1      |
| 1263–1296 | Robert de Vere, 5. Earl of Oxford, verwirkt 1265 (danach ungeklärt, wohl vakant)        | 1      |
| 1296–1331 | Robert de Vere, 6. Earl of Oxford, (eigentlich Erbe des Amtes, tatsächlich wohl vakant) | 1      |
| 1331–1360 | John de Vere, 7. Earl of Oxford, erhielt das Amt zurück                                 | 1      |
| 1360–1371 | Thomas de Vere, 8. Earl of Oxford                                                       | 1      |
| 1371–1392 | Robert de Vere, 9. Earl of Oxford                                                       | 1      |
| 1392–1400 | Aubrey de Vere, 10. Earl of Oxford                                                      | 1      |
| 1400–1417 | Richard de Vere, 11. Earl of Oxford                                                     | 1      |
| 1414–1462 | John de Vere, 12. Earl of Oxford                                                        | 1      |
| 1485–1513 | John de Vere, 13. Earl of Oxford                                                        | 1      |
| 1513–1526 | John de Vere, 14. Earl of Oxford                                                        | 1      |
| 1526–1540 | John de Vere, 15. Earl of Oxford                                                        | 1      |
| 1540–1562 | John de Vere, 16. Earl of Oxford                                                        | 1      |
| 1562–1604 | Edward de Vere, 17. Earl of Oxford                                                      | 1      |
| 1604–1625 | Henry de Vere, 18. Earl of Oxford                                                       | 1      |
| 1626–1642 | Robert Bertie, 1. Earl of Lindsey                                                       | 1      |
| 1642–1666 | Montagu Bertie, 2. Earl of Lindsey                                                      | 1      |
| 1666–1701 | Robert Bertie, 3. Earl of Lindsey                                                       | 1      |
| 1701–1723 | Robert Bertie, 1. Duke of Ancaster and Kesteven                                         | 1      |
| 1723–1742 | Peregrine Bertie, 2. Duke of Ancaster and Kesteven                                      | 1      |
| 1742–1778 | Peregrine Bertie, 3. Duke of Ancaster and Kesteven                                      | 1      |
| 1778–1779 | Robert Bertie, 4. Duke of Ancaster and Kesteven                                         | 1      |
| 1968–1990 | Hugh Cholmondeley, 6. Marquess of Cholmondeley                                          |        |
| 1990–2022 | David Cholmondeley, 7. Marquess of Cholmondeley                                         |        |
| seit 2022 | Rupert Carington, 7. Baron Carrington                                                   |        |

Die Brüche zeigen den jeweiligen Anteil am Amt an. Die aktuellen Amtsinhaber sind fett gedruckt.
|                                                                           |                                                                           |                                                                           |                                                                           |                                                                           |                                                                           |  |  |                                                                                 |                                                                                 |                                                                                 |                                                                                 |                                                                                 |                                                                                 |  |  |                                                       |                                                       |                                                       |                                                       |                                                       |                                                       |  |  |                                               |                                               |                                               |                                               |                                               |                                               |  |  |                                                |                                                |                                                |                                                |                                                |                                                |  |  |                                      |                                      |                                      |                                      |                                      |                                      |  |  | Peregrine Bertie, 3. Duke of Ancaster and Kesteven |                                       |                                       |                                       |                                       |                                       |  |  |                                                                   |                                                                   |                                                                   |                                                                   |                                                                   |                                                                   |  |  |                                            |                                            |                                            |                                            |                                            |                                            |  |  |                                          |                                          |                                          |                                          |                                          |                                          |  |  |                                                               |                                                               |                                                               |                                                               |                                                               |                                                               |  |  |                                                |                                                |                                                |                                                |                                                |                                                |  |  |                                                                   |                                                                   |                                                                   |                                                                   |                                                                   |                                                                   |  |  |                                                                 |                                                                 |                                                                 |                                                                 |                                                                 |                                                                 |  |  |  |  |  |  |  |  |  |  |  |  |  |  |  |  |  |  |  |  |  |  |  |  |  |  |  |  |  |  |  |  |  |  |  |  |  |  |  |  |  |  |  |  |  |  |  |  |  |  |  |  |  |  |  |  |  |  |  |  |  |  |  |  |  |  |  |  |  |  |  |  |
|                                                                           |                                                                           |                                                                           |                                                                           |                                                                           |                                                                           |  |  |                                                                                 |                                                                                 |                                                                                 |                                                                                 |                                                                                 |                                                                                 |  |  |                                                       |                                                       |                                                       |                                                       |                                                       |                                                       |  |  |                                               |                                               |                                               |                                               |                                               |                                               |  |  |                                                |                                                |                                                |                                                |                                                |                                                |  |  |                                      |                                      |                                      |                                      |                                      |                                      |  |  |                                                    |                                       |                                       |                                       |                                       |                                       |  |  |                                                                   |                                                                   |                                                                   |                                                                   |                                                                   |                                                                   |  |  |                                            |                                            |                                            |                                            |                                            |                                            |  |  |                                          |                                          |                                          |                                          |                                          |                                          |  |  |                                                               |                                                               |                                                               |                                                               |                                                               |                                                               |  |  |                                                |                                                |                                                |                                                |                                                |                                                |  |  |                                                                   |                                                                   |                                                                   |                                                                   |                                                                   |                                                                   |  |  |                                                                 |                                                                 |                                                                 |                                                                 |                                                                 |                                                                 |  |  |  |  |  |  |  |  |  |  |  |  |  |  |  |  |  |  |  |  |  |  |  |  |  |  |  |  |  |  |  |  |  |  |  |  |  |  |  |  |  |  |  |  |  |  |  |  |  |  |  |  |  |  |  |  |  |  |  |  |  |  |  |  |  |  |  |  |  |  |  |  |
|                                                                           |                                                                           |                                                                           |                                                                           |                                                                           |                                                                           |  |  |                                                                                 |                                                                                 |                                                                                 |                                                                                 |                                                                                 |                                                                                 |  |  |                                                       |                                                       |                                                       |                                                       |                                                       |                                                       |  |  |                                               |                                               |                                               |                                               |                                               |                                               |  |  |                                                |                                                |                                                |                                                |                                                |                                                |  |  |                                      |                                      |                                      |                                      |                                      |                                      |  |  |                                                    |                                       |                                       |                                       |                                       |                                       |  |  |                                                                   |                                                                   |                                                                   |                                                                   |                                                                   |                                                                   |  |  |                                            |                                            |                                            |                                            |                                            |                                            |  |  |                                          |                                          |                                          |                                          |                                          |                                          |  |  |                                                               |                                                               |                                                               |                                                               |                                                               |                                                               |  |  |                                                |                                                |                                                |                                                |                                                |                                                |  |  |                                                                   |                                                                   |                                                                   |                                                                   |                                                                   |                                                                   |  |  |                                                                 |                                                                 |                                                                 |                                                                 |                                                                 |                                                                 |  |  |  |  |  |  |  |  |  |  |  |  |  |  |  |  |  |  |  |  |  |  |  |  |  |  |  |  |  |  |  |  |  |  |  |  |  |  |  |  |  |  |  |  |  |  |  |  |  |  |  |  |  |  |  |  |  |  |  |  |  |  |  |  |  |  |  |  |  |  |  |  |
|                                                                           |                                                                           |                                                                           |                                                                           |                                                                           |                                                                           |  |  | Priscilla Bertie, 21. Baroness Willoughby de Eresby 1⁄2 1780–1828               | Priscilla Bertie, 21. Baroness Willoughby de Eresby 1⁄2 1780–1828               | Priscilla Bertie, 21. Baroness Willoughby de Eresby 1⁄2 1780–1828               | Priscilla Bertie, 21. Baroness Willoughby de Eresby 1⁄2 1780–1828               | Priscilla Bertie, 21. Baroness Willoughby de Eresby 1⁄2 1780–1828               | Priscilla Bertie, 21. Baroness Willoughby de Eresby 1⁄2 1780–1828               |  |  |                                                       |                                                       |                                                       |                                                       |                                                       |                                                       |  |  |                                               |                                               |                                               |                                               |                                               |                                               |  |  |                                                |                                                |                                                |                                                |                                                |                                                |  |  |                                      |                                      |                                      |                                      |                                      |                                      |  |  |                                                    |                                       |                                       |                                       |                                       |                                       |  |  |                                                                   |                                                                   |                                                                   |                                                                   |                                                                   |                                                                   |  |  |                                            |                                            |                                            |                                            |                                            |                                            |  |  |                                          |                                          |                                          |                                          |                                          |                                          |  |  |                                                               |                                                               |                                                               |                                                               |                                                               |                                                               |  |  |                                                |                                                |                                                |                                                |                                                |                                                |  |  | Georgiana Cholmondeley, Marchioness of Cholmondeley 1⁄2 1780–1838 | Georgiana Cholmondeley, Marchioness of Cholmondeley 1⁄2 1780–1838 | Georgiana Cholmondeley, Marchioness of Cholmondeley 1⁄2 1780–1838 | Georgiana Cholmondeley, Marchioness of Cholmondeley 1⁄2 1780–1838 | Georgiana Cholmondeley, Marchioness of Cholmondeley 1⁄2 1780–1838 | Georgiana Cholmondeley, Marchioness of Cholmondeley 1⁄2 1780–1838 |  |  |                                                                 |                                                                 |                                                                 |                                                                 |                                                                 |                                                                 |  |  |  |  |  |  |  |  |  |  |  |  |  |  |  |  |  |  |  |  |  |  |  |  |  |  |  |  |  |  |  |  |  |  |  |  |  |  |  |  |  |  |  |  |  |  |  |  |  |  |  |  |  |  |  |  |  |  |  |  |  |  |  |  |  |  |  |  |  |  |  |  |
|                                                                           |                                                                           |                                                                           |                                                                           |                                                                           |                                                                           |  |  | Priscilla Bertie, 21. Baroness Willoughby de Eresby 1⁄2 1780–1828               | Priscilla Bertie, 21. Baroness Willoughby de Eresby 1⁄2 1780–1828               | Priscilla Bertie, 21. Baroness Willoughby de Eresby 1⁄2 1780–1828               | Priscilla Bertie, 21. Baroness Willoughby de Eresby 1⁄2 1780–1828               | Priscilla Bertie, 21. Baroness Willoughby de Eresby 1⁄2 1780–1828               | Priscilla Bertie, 21. Baroness Willoughby de Eresby 1⁄2 1780–1828               |  |  |                                                       |                                                       |                                                       |                                                       |                                                       |                                                       |  |  |                                               |                                               |                                               |                                               |                                               |                                               |  |  |                                                |                                                |                                                |                                                |                                                |                                                |  |  |                                      |                                      |                                      |                                      |                                      |                                      |  |  |                                                    |                                       |                                       |                                       |                                       |                                       |  |  |                                                                   |                                                                   |                                                                   |                                                                   |                                                                   |                                                                   |  |  |                                            |                                            |                                            |                                            |                                            |                                            |  |  |                                          |                                          |                                          |                                          |                                          |                                          |  |  |                                                               |                                                               |                                                               |                                                               |                                                               |                                                               |  |  |                                                |                                                |                                                |                                                |                                                |                                                |  |  | Georgiana Cholmondeley, Marchioness of Cholmondeley 1⁄2 1780–1838 | Georgiana Cholmondeley, Marchioness of Cholmondeley 1⁄2 1780–1838 | Georgiana Cholmondeley, Marchioness of Cholmondeley 1⁄2 1780–1838 | Georgiana Cholmondeley, Marchioness of Cholmondeley 1⁄2 1780–1838 | Georgiana Cholmondeley, Marchioness of Cholmondeley 1⁄2 1780–1838 | Georgiana Cholmondeley, Marchioness of Cholmondeley 1⁄2 1780–1838 |  |  |                                                                 |                                                                 |                                                                 |                                                                 |                                                                 |                                                                 |  |  |  |  |  |  |  |  |  |  |  |  |  |  |  |  |  |  |  |  |  |  |  |  |  |  |  |  |  |  |  |  |  |  |  |  |  |  |  |  |  |  |  |  |  |  |  |  |  |  |  |  |  |  |  |  |  |  |  |  |  |  |  |  |  |  |  |  |  |  |  |  |
|                                                                           |                                                                           |                                                                           |                                                                           |                                                                           |                                                                           |  |  |                                                                                 |                                                                                 |                                                                                 |                                                                                 |                                                                                 |                                                                                 |  |  |                                                       |                                                       |                                                       |                                                       |                                                       |                                                       |  |  |                                               |                                               |                                               |                                               |                                               |                                               |  |  |                                                |                                                |                                                |                                                |                                                |                                                |  |  |                                      |                                      |                                      |                                      |                                      |                                      |  |  |                                                    |                                       |                                       |                                       |                                       |                                       |  |  |                                                                   |                                                                   |                                                                   |                                                                   |                                                                   |                                                                   |  |  |                                            |                                            |                                            |                                            |                                            |                                            |  |  |                                          |                                          |                                          |                                          |                                          |                                          |  |  |                                                               |                                                               |                                                               |                                                               |                                                               |                                                               |  |  |                                                |                                                |                                                |                                                |                                                |                                                |  |  |                                                                   |                                                                   |                                                                   |                                                                   |                                                                   |                                                                   |  |  |                                                                 |                                                                 |                                                                 |                                                                 |                                                                 |                                                                 |  |  |  |  |  |  |  |  |  |  |  |  |  |  |  |  |  |  |  |  |  |  |  |  |  |  |  |  |  |  |  |  |  |  |  |  |  |  |  |  |  |  |  |  |  |  |  |  |  |  |  |  |  |  |  |  |  |  |  |  |  |  |  |  |  |  |  |  |  |  |  |  |
|                                                                           |                                                                           |                                                                           |                                                                           |                                                                           |                                                                           |  |  | Peter Drummond-Burrell, 22. Baron Willoughby de Eresby 1⁄2 1828–1865            | Peter Drummond-Burrell, 22. Baron Willoughby de Eresby 1⁄2 1828–1865            | Peter Drummond-Burrell, 22. Baron Willoughby de Eresby 1⁄2 1828–1865            | Peter Drummond-Burrell, 22. Baron Willoughby de Eresby 1⁄2 1828–1865            | Peter Drummond-Burrell, 22. Baron Willoughby de Eresby 1⁄2 1828–1865            | Peter Drummond-Burrell, 22. Baron Willoughby de Eresby 1⁄2 1828–1865            |  |  |                                                       |                                                       |                                                       |                                                       |                                                       |                                                       |  |  |                                               |                                               |                                               |                                               |                                               |                                               |  |  |                                                |                                                |                                                |                                                |                                                |                                                |  |  |                                      |                                      |                                      |                                      |                                      |                                      |  |  |                                                    |                                       |                                       |                                       |                                       |                                       |  |  |                                                                   |                                                                   |                                                                   |                                                                   |                                                                   |                                                                   |  |  |                                            |                                            |                                            |                                            |                                            |                                            |  |  |                                          |                                          |                                          |                                          |                                          |                                          |  |  |                                                               |                                                               |                                                               |                                                               |                                                               |                                                               |  |  |                                                |                                                |                                                |                                                |                                                |                                                |  |  | George Cholmondeley, 2. Marquess of Cholmondeley 1⁄2 1838–1870    | George Cholmondeley, 2. Marquess of Cholmondeley 1⁄2 1838–1870    | George Cholmondeley, 2. Marquess of Cholmondeley 1⁄2 1838–1870    | George Cholmondeley, 2. Marquess of Cholmondeley 1⁄2 1838–1870    | George Cholmondeley, 2. Marquess of Cholmondeley 1⁄2 1838–1870    | George Cholmondeley, 2. Marquess of Cholmondeley 1⁄2 1838–1870    |  |  | William Cholmondeley, 3. Marquess of Cholmondeley 1⁄2 1870–1884 | William Cholmondeley, 3. Marquess of Cholmondeley 1⁄2 1870–1884 | William Cholmondeley, 3. Marquess of Cholmondeley 1⁄2 1870–1884 | William Cholmondeley, 3. Marquess of Cholmondeley 1⁄2 1870–1884 | William Cholmondeley, 3. Marquess of Cholmondeley 1⁄2 1870–1884 | William Cholmondeley, 3. Marquess of Cholmondeley 1⁄2 1870–1884 |  |  |  |  |  |  |  |  |  |  |  |  |  |  |  |  |  |  |  |  |  |  |  |  |  |  |  |  |  |  |  |  |  |  |  |  |  |  |  |  |  |  |  |  |  |  |  |  |  |  |  |  |  |  |  |  |  |  |  |  |  |  |  |  |  |  |  |  |  |  |  |  |
|                                                                           |                                                                           |                                                                           |                                                                           |                                                                           |                                                                           |  |  | Peter Drummond-Burrell, 22. Baron Willoughby de Eresby 1⁄2 1828–1865            | Peter Drummond-Burrell, 22. Baron Willoughby de Eresby 1⁄2 1828–1865            | Peter Drummond-Burrell, 22. Baron Willoughby de Eresby 1⁄2 1828–1865            | Peter Drummond-Burrell, 22. Baron Willoughby de Eresby 1⁄2 1828–1865            | Peter Drummond-Burrell, 22. Baron Willoughby de Eresby 1⁄2 1828–1865            | Peter Drummond-Burrell, 22. Baron Willoughby de Eresby 1⁄2 1828–1865            |  |  |                                                       |                                                       |                                                       |                                                       |                                                       |                                                       |  |  |                                               |                                               |                                               |                                               |                                               |                                               |  |  |                                                |                                                |                                                |                                                |                                                |                                                |  |  |                                      |                                      |                                      |                                      |                                      |                                      |  |  |                                                    |                                       |                                       |                                       |                                       |                                       |  |  |                                                                   |                                                                   |                                                                   |                                                                   |                                                                   |                                                                   |  |  |                                            |                                            |                                            |                                            |                                            |                                            |  |  |                                          |                                          |                                          |                                          |                                          |                                          |  |  |                                                               |                                                               |                                                               |                                                               |                                                               |                                                               |  |  |                                                |                                                |                                                |                                                |                                                |                                                |  |  | George Cholmondeley, 2. Marquess of Cholmondeley 1⁄2 1838–1870    | George Cholmondeley, 2. Marquess of Cholmondeley 1⁄2 1838–1870    | George Cholmondeley, 2. Marquess of Cholmondeley 1⁄2 1838–1870    | George Cholmondeley, 2. Marquess of Cholmondeley 1⁄2 1838–1870    | George Cholmondeley, 2. Marquess of Cholmondeley 1⁄2 1838–1870    | George Cholmondeley, 2. Marquess of Cholmondeley 1⁄2 1838–1870    |  |  | William Cholmondeley, 3. Marquess of Cholmondeley 1⁄2 1870–1884 | William Cholmondeley, 3. Marquess of Cholmondeley 1⁄2 1870–1884 | William Cholmondeley, 3. Marquess of Cholmondeley 1⁄2 1870–1884 | William Cholmondeley, 3. Marquess of Cholmondeley 1⁄2 1870–1884 | William Cholmondeley, 3. Marquess of Cholmondeley 1⁄2 1870–1884 | William Cholmondeley, 3. Marquess of Cholmondeley 1⁄2 1870–1884 |  |  |  |  |  |  |  |  |  |  |  |  |  |  |  |  |  |  |  |  |  |  |  |  |  |  |  |  |  |  |  |  |  |  |  |  |  |  |  |  |  |  |  |  |  |  |  |  |  |  |  |  |  |  |  |  |  |  |  |  |  |  |  |  |  |  |  |  |  |  |  |  |
|                                                                           |                                                                           |                                                                           |                                                                           |                                                                           |                                                                           |  |  |                                                                                 |                                                                                 |                                                                                 |                                                                                 |                                                                                 |                                                                                 |  |  |                                                       |                                                       |                                                       |                                                       |                                                       |                                                       |  |  |                                               |                                               |                                               |                                               |                                               |                                               |  |  |                                                |                                                |                                                |                                                |                                                |                                                |  |  |                                      |                                      |                                      |                                      |                                      |                                      |  |  |                                                    |                                       |                                       |                                       |                                       |                                       |  |  |                                                                   |                                                                   |                                                                   |                                                                   |                                                                   |                                                                   |  |  |                                            |                                            |                                            |                                            |                                            |                                            |  |  |                                          |                                          |                                          |                                          |                                          |                                          |  |  |                                                               |                                                               |                                                               |                                                               |                                                               |                                                               |  |  |                                                |                                                |                                                |                                                |                                                |                                                |  |  |                                                                   |                                                                   |                                                                   |                                                                   |                                                                   |                                                                   |  |  |                                                                 |                                                                 |                                                                 |                                                                 |                                                                 |                                                                 |  |  |  |  |  |  |  |  |  |  |  |  |  |  |  |  |  |  |  |  |  |  |  |  |  |  |  |  |  |  |  |  |  |  |  |  |  |  |  |  |  |  |  |  |  |  |  |  |  |  |  |  |  |  |  |  |  |  |  |  |  |  |  |  |  |  |  |  |  |  |  |  |
| Albyric Drummond-Willoughby, 23. Baron Willoughby de Eresby 1⁄2 1865–1870 | Albyric Drummond-Willoughby, 23. Baron Willoughby de Eresby 1⁄2 1865–1870 | Albyric Drummond-Willoughby, 23. Baron Willoughby de Eresby 1⁄2 1865–1870 | Albyric Drummond-Willoughby, 23. Baron Willoughby de Eresby 1⁄2 1865–1870 | Albyric Drummond-Willoughby, 23. Baron Willoughby de Eresby 1⁄2 1865–1870 | Albyric Drummond-Willoughby, 23. Baron Willoughby de Eresby 1⁄2 1865–1870 |  |  | Clementina Drummond-Willoughby, 24. Baroness Willoughby de Eresby 1⁄4 1870–1888 | Clementina Drummond-Willoughby, 24. Baroness Willoughby de Eresby 1⁄4 1870–1888 | Clementina Drummond-Willoughby, 24. Baroness Willoughby de Eresby 1⁄4 1870–1888 | Clementina Drummond-Willoughby, 24. Baroness Willoughby de Eresby 1⁄4 1870–1888 | Clementina Drummond-Willoughby, 24. Baroness Willoughby de Eresby 1⁄4 1870–1888 | Clementina Drummond-Willoughby, 24. Baroness Willoughby de Eresby 1⁄4 1870–1888 |  |  |                                                       |                                                       |                                                       |                                                       |                                                       |                                                       |  |  |                                               |                                               |                                               |                                               |                                               |                                               |  |  |                                                |                                                |                                                |                                                |                                                |                                                |  |  |                                      |                                      |                                      |                                      |                                      |                                      |  |  |                                                    |                                       |                                       |                                       |                                       |                                       |  |  | Charlotte Augusta Carrington, Baroness Carrington 1⁄4 1870–1879   | Charlotte Augusta Carrington, Baroness Carrington 1⁄4 1870–1879   | Charlotte Augusta Carrington, Baroness Carrington 1⁄4 1870–1879   | Charlotte Augusta Carrington, Baroness Carrington 1⁄4 1870–1879   | Charlotte Augusta Carrington, Baroness Carrington 1⁄4 1870–1879   | Charlotte Augusta Carrington, Baroness Carrington 1⁄4 1870–1879   |  |  |                                            |                                            |                                            |                                            |                                            |                                            |  |  |                                          |                                          |                                          |                                          |                                          |                                          |  |  |                                                               |                                                               |                                                               |                                                               |                                                               |                                                               |  |  |                                                |                                                |                                                |                                                |                                                |                                                |  |  |                                                                   |                                                                   |                                                                   |                                                                   |                                                                   |                                                                   |  |  | Charles George Cholmondeley                                     | Charles George Cholmondeley                                     | Charles George Cholmondeley                                     | Charles George Cholmondeley                                     | Charles George Cholmondeley                                     | Charles George Cholmondeley                                     |  |  |  |  |  |  |  |  |  |  |  |  |  |  |  |  |  |  |  |  |  |  |  |  |  |  |  |  |  |  |  |  |  |  |  |  |  |  |  |  |  |  |  |  |  |  |  |  |  |  |  |  |  |  |  |  |  |  |  |  |  |  |  |  |  |  |  |  |  |  |  |  |
| Albyric Drummond-Willoughby, 23. Baron Willoughby de Eresby 1⁄2 1865–1870 | Albyric Drummond-Willoughby, 23. Baron Willoughby de Eresby 1⁄2 1865–1870 | Albyric Drummond-Willoughby, 23. Baron Willoughby de Eresby 1⁄2 1865–1870 | Albyric Drummond-Willoughby, 23. Baron Willoughby de Eresby 1⁄2 1865–1870 | Albyric Drummond-Willoughby, 23. Baron Willoughby de Eresby 1⁄2 1865–1870 | Albyric Drummond-Willoughby, 23. Baron Willoughby de Eresby 1⁄2 1865–1870 |  |  | Clementina Drummond-Willoughby, 24. Baroness Willoughby de Eresby 1⁄4 1870–1888 | Clementina Drummond-Willoughby, 24. Baroness Willoughby de Eresby 1⁄4 1870–1888 | Clementina Drummond-Willoughby, 24. Baroness Willoughby de Eresby 1⁄4 1870–1888 | Clementina Drummond-Willoughby, 24. Baroness Willoughby de Eresby 1⁄4 1870–1888 | Clementina Drummond-Willoughby, 24. Baroness Willoughby de Eresby 1⁄4 1870–1888 | Clementina Drummond-Willoughby, 24. Baroness Willoughby de Eresby 1⁄4 1870–1888 |  |  |                                                       |                                                       |                                                       |                                                       |                                                       |                                                       |  |  |                                               |                                               |                                               |                                               |                                               |                                               |  |  |                                                |                                                |                                                |                                                |                                                |                                                |  |  |                                      |                                      |                                      |                                      |                                      |                                      |  |  |                                                    |                                       |                                       |                                       |                                       |                                       |  |  | Charlotte Augusta Carrington, Baroness Carrington 1⁄4 1870–1879   | Charlotte Augusta Carrington, Baroness Carrington 1⁄4 1870–1879   | Charlotte Augusta Carrington, Baroness Carrington 1⁄4 1870–1879   | Charlotte Augusta Carrington, Baroness Carrington 1⁄4 1870–1879   | Charlotte Augusta Carrington, Baroness Carrington 1⁄4 1870–1879   | Charlotte Augusta Carrington, Baroness Carrington 1⁄4 1870–1879   |  |  |                                            |                                            |                                            |                                            |                                            |                                            |  |  |                                          |                                          |                                          |                                          |                                          |                                          |  |  |                                                               |                                                               |                                                               |                                                               |                                                               |                                                               |  |  |                                                |                                                |                                                |                                                |                                                |                                                |  |  |                                                                   |                                                                   |                                                                   |                                                                   |                                                                   |                                                                   |  |  | Charles George Cholmondeley                                     | Charles George Cholmondeley                                     | Charles George Cholmondeley                                     | Charles George Cholmondeley                                     | Charles George Cholmondeley                                     | Charles George Cholmondeley                                     |  |  |  |  |  |  |  |  |  |  |  |  |  |  |  |  |  |  |  |  |  |  |  |  |  |  |  |  |  |  |  |  |  |  |  |  |  |  |  |  |  |  |  |  |  |  |  |  |  |  |  |  |  |  |  |  |  |  |  |  |  |  |  |  |  |  |  |  |  |  |  |  |
|                                                                           |                                                                           |                                                                           |                                                                           |                                                                           |                                                                           |  |  | Gilbert Heathcote-Drummond-Willoughby, 1. Earl of Ancaster 1⁄4 1888–1910        | Gilbert Heathcote-Drummond-Willoughby, 1. Earl of Ancaster 1⁄4 1888–1910        | Gilbert Heathcote-Drummond-Willoughby, 1. Earl of Ancaster 1⁄4 1888–1910        | Gilbert Heathcote-Drummond-Willoughby, 1. Earl of Ancaster 1⁄4 1888–1910        | Gilbert Heathcote-Drummond-Willoughby, 1. Earl of Ancaster 1⁄4 1888–1910        | Gilbert Heathcote-Drummond-Willoughby, 1. Earl of Ancaster 1⁄4 1888–1910        |  |  |                                                       |                                                       |                                                       |                                                       |                                                       |                                                       |  |  |                                               |                                               |                                               |                                               |                                               |                                               |  |  |                                                |                                                |                                                |                                                |                                                |                                                |  |  |                                      |                                      |                                      |                                      |                                      |                                      |  |  |                                                    |                                       |                                       |                                       |                                       |                                       |  |  | Charles Wynn-Carington, 1. Marquess of Lincolnshire 1⁄4 1879–1928 | Charles Wynn-Carington, 1. Marquess of Lincolnshire 1⁄4 1879–1928 | Charles Wynn-Carington, 1. Marquess of Lincolnshire 1⁄4 1879–1928 | Charles Wynn-Carington, 1. Marquess of Lincolnshire 1⁄4 1879–1928 | Charles Wynn-Carington, 1. Marquess of Lincolnshire 1⁄4 1879–1928 | Charles Wynn-Carington, 1. Marquess of Lincolnshire 1⁄4 1879–1928 |  |  |                                            |                                            |                                            |                                            |                                            |                                            |  |  |                                          |                                          |                                          |                                          |                                          |                                          |  |  |                                                               |                                                               |                                                               |                                                               |                                                               |                                                               |  |  |                                                |                                                |                                                |                                                |                                                |                                                |  |  |                                                                   |                                                                   |                                                                   |                                                                   |                                                                   |                                                                   |  |  | George Cholmondeley, 4. Marquess of Cholmondeley 1⁄2 1884–1923  | George Cholmondeley, 4. Marquess of Cholmondeley 1⁄2 1884–1923  | George Cholmondeley, 4. Marquess of Cholmondeley 1⁄2 1884–1923  | George Cholmondeley, 4. Marquess of Cholmondeley 1⁄2 1884–1923  | George Cholmondeley, 4. Marquess of Cholmondeley 1⁄2 1884–1923  | George Cholmondeley, 4. Marquess of Cholmondeley 1⁄2 1884–1923  |  |  |  |  |  |  |  |  |  |  |  |  |  |  |  |  |  |  |  |  |  |  |  |  |  |  |  |  |  |  |  |  |  |  |  |  |  |  |  |  |  |  |  |  |  |  |  |  |  |  |  |  |  |  |  |  |  |  |  |  |  |  |  |  |  |  |  |  |  |  |  |  |
|                                                                           |                                                                           |                                                                           |                                                                           |                                                                           |                                                                           |  |  | Gilbert Heathcote-Drummond-Willoughby, 1. Earl of Ancaster 1⁄4 1888–1910        | Gilbert Heathcote-Drummond-Willoughby, 1. Earl of Ancaster 1⁄4 1888–1910        | Gilbert Heathcote-Drummond-Willoughby, 1. Earl of Ancaster 1⁄4 1888–1910        | Gilbert Heathcote-Drummond-Willoughby, 1. Earl of Ancaster 1⁄4 1888–1910        | Gilbert Heathcote-Drummond-Willoughby, 1. Earl of Ancaster 1⁄4 1888–1910        | Gilbert Heathcote-Drummond-Willoughby, 1. Earl of Ancaster 1⁄4 1888–1910        |  |  |                                                       |                                                       |                                                       |                                                       |                                                       |                                                       |  |  |                                               |                                               |                                               |                                               |                                               |                                               |  |  |                                                |                                                |                                                |                                                |                                                |                                                |  |  |                                      |                                      |                                      |                                      |                                      |                                      |  |  |                                                    |                                       |                                       |                                       |                                       |                                       |  |  | Charles Wynn-Carington, 1. Marquess of Lincolnshire 1⁄4 1879–1928 | Charles Wynn-Carington, 1. Marquess of Lincolnshire 1⁄4 1879–1928 | Charles Wynn-Carington, 1. Marquess of Lincolnshire 1⁄4 1879–1928 | Charles Wynn-Carington, 1. Marquess of Lincolnshire 1⁄4 1879–1928 | Charles Wynn-Carington, 1. Marquess of Lincolnshire 1⁄4 1879–1928 | Charles Wynn-Carington, 1. Marquess of Lincolnshire 1⁄4 1879–1928 |  |  |                                            |                                            |                                            |                                            |                                            |                                            |  |  |                                          |                                          |                                          |                                          |                                          |                                          |  |  |                                                               |                                                               |                                                               |                                                               |                                                               |                                                               |  |  |                                                |                                                |                                                |                                                |                                                |                                                |  |  |                                                                   |                                                                   |                                                                   |                                                                   |                                                                   |                                                                   |  |  | George Cholmondeley, 4. Marquess of Cholmondeley 1⁄2 1884–1923  | George Cholmondeley, 4. Marquess of Cholmondeley 1⁄2 1884–1923  | George Cholmondeley, 4. Marquess of Cholmondeley 1⁄2 1884–1923  | George Cholmondeley, 4. Marquess of Cholmondeley 1⁄2 1884–1923  | George Cholmondeley, 4. Marquess of Cholmondeley 1⁄2 1884–1923  | George Cholmondeley, 4. Marquess of Cholmondeley 1⁄2 1884–1923  |  |  |  |  |  |  |  |  |  |  |  |  |  |  |  |  |  |  |  |  |  |  |  |  |  |  |  |  |  |  |  |  |  |  |  |  |  |  |  |  |  |  |  |  |  |  |  |  |  |  |  |  |  |  |  |  |  |  |  |  |  |  |  |  |  |  |  |  |  |  |  |  |
|                                                                           |                                                                           |                                                                           |                                                                           |                                                                           |                                                                           |  |  |                                                                                 |                                                                                 |                                                                                 |                                                                                 |                                                                                 |                                                                                 |  |  |                                                       |                                                       |                                                       |                                                       |                                                       |                                                       |  |  |                                               |                                               |                                               |                                               |                                               |                                               |  |  |                                                |                                                |                                                |                                                |                                                |                                                |  |  |                                      |                                      |                                      |                                      |                                      |                                      |  |  |                                                    |                                       |                                       |                                       |                                       |                                       |  |  |                                                                   |                                                                   |                                                                   |                                                                   |                                                                   |                                                                   |  |  |                                            |                                            |                                            |                                            |                                            |                                            |  |  |                                          |                                          |                                          |                                          |                                          |                                          |  |  |                                                               |                                                               |                                                               |                                                               |                                                               |                                                               |  |  |                                                |                                                |                                                |                                                |                                                |                                                |  |  |                                                                   |                                                                   |                                                                   |                                                                   |                                                                   |                                                                   |  |  |                                                                 |                                                                 |                                                                 |                                                                 |                                                                 |                                                                 |  |  |  |  |  |  |  |  |  |  |  |  |  |  |  |  |  |  |  |  |  |  |  |  |  |  |  |  |  |  |  |  |  |  |  |  |  |  |  |  |  |  |  |  |  |  |  |  |  |  |  |  |  |  |  |  |  |  |  |  |  |  |  |  |  |  |  |  |  |  |  |  |
|                                                                           |                                                                           |                                                                           |                                                                           |                                                                           |                                                                           |  |  | Gilbert Heathcote-Drummond-Willoughby, 2. Earl of Ancaster 1⁄4 1910–1951        | Gilbert Heathcote-Drummond-Willoughby, 2. Earl of Ancaster 1⁄4 1910–1951        | Gilbert Heathcote-Drummond-Willoughby, 2. Earl of Ancaster 1⁄4 1910–1951        | Gilbert Heathcote-Drummond-Willoughby, 2. Earl of Ancaster 1⁄4 1910–1951        | Gilbert Heathcote-Drummond-Willoughby, 2. Earl of Ancaster 1⁄4 1910–1951        | Gilbert Heathcote-Drummond-Willoughby, 2. Earl of Ancaster 1⁄4 1910–1951        |  |  | Marjorie Wilson, Baroness Nunburnholme 1⁄20 1928–1968 | Marjorie Wilson, Baroness Nunburnholme 1⁄20 1928–1968 | Marjorie Wilson, Baroness Nunburnholme 1⁄20 1928–1968 | Marjorie Wilson, Baroness Nunburnholme 1⁄20 1928–1968 | Marjorie Wilson, Baroness Nunburnholme 1⁄20 1928–1968 | Marjorie Wilson, Baroness Nunburnholme 1⁄20 1928–1968 |  |  |                                               |                                               |                                               |                                               |                                               |                                               |  |  | Lady Alexandra Llewellen Palmer 1⁄20 1928–1955 | Lady Alexandra Llewellen Palmer 1⁄20 1928–1955 | Lady Alexandra Llewellen Palmer 1⁄20 1928–1955 | Lady Alexandra Llewellen Palmer 1⁄20 1928–1955 | Lady Alexandra Llewellen Palmer 1⁄20 1928–1955 | Lady Alexandra Llewellen Palmer 1⁄20 1928–1955 |  |  |                                      |                                      |                                      |                                      |                                      |                                      |  |  |                                                    |                                       |                                       |                                       |                                       |                                       |  |  | Ruperta Legge, Countess of Dartmouth 1⁄20 1928–1963               | Ruperta Legge, Countess of Dartmouth 1⁄20 1928–1963               | Ruperta Legge, Countess of Dartmouth 1⁄20 1928–1963               | Ruperta Legge, Countess of Dartmouth 1⁄20 1928–1963               | Ruperta Legge, Countess of Dartmouth 1⁄20 1928–1963               | Ruperta Legge, Countess of Dartmouth 1⁄20 1928–1963               |  |  |                                            |                                            |                                            |                                            |                                            |                                            |  |  |                                          |                                          |                                          |                                          |                                          |                                          |  |  |                                                               |                                                               |                                                               |                                                               |                                                               |                                                               |  |  | Judith Keppel, Countess of Albemarle           | Judith Keppel, Countess of Albemarle           | Judith Keppel, Countess of Albemarle           | Judith Keppel, Countess of Albemarle           | Judith Keppel, Countess of Albemarle           | Judith Keppel, Countess of Albemarle           |  |  | Lady Victoria Weld-Forester 1⁄20 1928–1966                        | Lady Victoria Weld-Forester 1⁄20 1928–1966                        | Lady Victoria Weld-Forester 1⁄20 1928–1966                        | Lady Victoria Weld-Forester 1⁄20 1928–1966                        | Lady Victoria Weld-Forester 1⁄20 1928–1966                        | Lady Victoria Weld-Forester 1⁄20 1928–1966                        |  |  | George Cholmondeley, 5. Marquess of Cholmondeley 1⁄2 1923–1968  | George Cholmondeley, 5. Marquess of Cholmondeley 1⁄2 1923–1968  | George Cholmondeley, 5. Marquess of Cholmondeley 1⁄2 1923–1968  | George Cholmondeley, 5. Marquess of Cholmondeley 1⁄2 1923–1968  | George Cholmondeley, 5. Marquess of Cholmondeley 1⁄2 1923–1968  | George Cholmondeley, 5. Marquess of Cholmondeley 1⁄2 1923–1968  |  |  |  |  |  |  |  |  |  |  |  |  |  |  |  |  |  |  |  |  |  |  |  |  |  |  |  |  |  |  |  |  |  |  |  |  |  |  |  |  |  |  |  |  |  |  |  |  |  |  |  |  |  |  |  |  |  |  |  |  |  |  |  |  |  |  |  |  |  |  |  |  |
|                                                                           |                                                                           |                                                                           |                                                                           |                                                                           |                                                                           |  |  | Gilbert Heathcote-Drummond-Willoughby, 2. Earl of Ancaster 1⁄4 1910–1951        | Gilbert Heathcote-Drummond-Willoughby, 2. Earl of Ancaster 1⁄4 1910–1951        | Gilbert Heathcote-Drummond-Willoughby, 2. Earl of Ancaster 1⁄4 1910–1951        | Gilbert Heathcote-Drummond-Willoughby, 2. Earl of Ancaster 1⁄4 1910–1951        | Gilbert Heathcote-Drummond-Willoughby, 2. Earl of Ancaster 1⁄4 1910–1951        | Gilbert Heathcote-Drummond-Willoughby, 2. Earl of Ancaster 1⁄4 1910–1951        |  |  | Marjorie Wilson, Baroness Nunburnholme 1⁄20 1928–1968 | Marjorie Wilson, Baroness Nunburnholme 1⁄20 1928–1968 | Marjorie Wilson, Baroness Nunburnholme 1⁄20 1928–1968 | Marjorie Wilson, Baroness Nunburnholme 1⁄20 1928–1968 | Marjorie Wilson, Baroness Nunburnholme 1⁄20 1928–1968 | Marjorie Wilson, Baroness Nunburnholme 1⁄20 1928–1968 |  |  |                                               |                                               |                                               |                                               |                                               |                                               |  |  | Lady Alexandra Llewellen Palmer 1⁄20 1928–1955 | Lady Alexandra Llewellen Palmer 1⁄20 1928–1955 | Lady Alexandra Llewellen Palmer 1⁄20 1928–1955 | Lady Alexandra Llewellen Palmer 1⁄20 1928–1955 | Lady Alexandra Llewellen Palmer 1⁄20 1928–1955 | Lady Alexandra Llewellen Palmer 1⁄20 1928–1955 |  |  |                                      |                                      |                                      |                                      |                                      |                                      |  |  |                                                    |                                       |                                       |                                       |                                       |                                       |  |  | Ruperta Legge, Countess of Dartmouth 1⁄20 1928–1963               | Ruperta Legge, Countess of Dartmouth 1⁄20 1928–1963               | Ruperta Legge, Countess of Dartmouth 1⁄20 1928–1963               | Ruperta Legge, Countess of Dartmouth 1⁄20 1928–1963               | Ruperta Legge, Countess of Dartmouth 1⁄20 1928–1963               | Ruperta Legge, Countess of Dartmouth 1⁄20 1928–1963               |  |  |                                            |                                            |                                            |                                            |                                            |                                            |  |  |                                          |                                          |                                          |                                          |                                          |                                          |  |  |                                                               |                                                               |                                                               |                                                               |                                                               |                                                               |  |  | Judith Keppel, Countess of Albemarle           | Judith Keppel, Countess of Albemarle           | Judith Keppel, Countess of Albemarle           | Judith Keppel, Countess of Albemarle           | Judith Keppel, Countess of Albemarle           | Judith Keppel, Countess of Albemarle           |  |  | Lady Victoria Weld-Forester 1⁄20 1928–1966                        | Lady Victoria Weld-Forester 1⁄20 1928–1966                        | Lady Victoria Weld-Forester 1⁄20 1928–1966                        | Lady Victoria Weld-Forester 1⁄20 1928–1966                        | Lady Victoria Weld-Forester 1⁄20 1928–1966                        | Lady Victoria Weld-Forester 1⁄20 1928–1966                        |  |  | George Cholmondeley, 5. Marquess of Cholmondeley 1⁄2 1923–1968  | George Cholmondeley, 5. Marquess of Cholmondeley 1⁄2 1923–1968  | George Cholmondeley, 5. Marquess of Cholmondeley 1⁄2 1923–1968  | George Cholmondeley, 5. Marquess of Cholmondeley 1⁄2 1923–1968  | George Cholmondeley, 5. Marquess of Cholmondeley 1⁄2 1923–1968  | George Cholmondeley, 5. Marquess of Cholmondeley 1⁄2 1923–1968  |  |  |  |  |  |  |  |  |  |  |  |  |  |  |  |  |  |  |  |  |  |  |  |  |  |  |  |  |  |  |  |  |  |  |  |  |  |  |  |  |  |  |  |  |  |  |  |  |  |  |  |  |  |  |  |  |  |  |  |  |  |  |  |  |  |  |  |  |  |  |  |  |
|                                                                           |                                                                           |                                                                           |                                                                           |                                                                           |                                                                           |  |  |                                                                                 |                                                                                 |                                                                                 |                                                                                 |                                                                                 |                                                                                 |  |  |                                                       |                                                       |                                                       |                                                       |                                                       |                                                       |  |  |                                               |                                               |                                               |                                               |                                               |                                               |  |  |                                                |                                                |                                                |                                                |                                                |                                                |  |  |                                      |                                      |                                      |                                      |                                      |                                      |  |  |                                                    |                                       |                                       |                                       |                                       |                                       |  |  |                                                                   |                                                                   |                                                                   |                                                                   |                                                                   |                                                                   |  |  |                                            |                                            |                                            |                                            |                                            |                                            |  |  |                                          |                                          |                                          |                                          |                                          |                                          |  |  |                                                               |                                                               |                                                               |                                                               |                                                               |                                                               |  |  |                                                |                                                |                                                |                                                |                                                |                                                |  |  |                                                                   |                                                                   |                                                                   |                                                                   |                                                                   |                                                                   |  |  |                                                                 |                                                                 |                                                                 |                                                                 |                                                                 |                                                                 |  |  |  |  |  |  |  |  |  |  |  |  |  |  |  |  |  |  |  |  |  |  |  |  |  |  |  |  |  |  |  |  |  |  |  |  |  |  |  |  |  |  |  |  |  |  |  |  |  |  |  |  |  |  |  |  |  |  |  |  |  |  |  |  |  |  |  |  |  |  |  |  |
|                                                                           |                                                                           |                                                                           |                                                                           |                                                                           |                                                                           |  |  | James Heathcote-Drummond-Willoughby, 3. Earl of Ancaster 1⁄4 1951–1983          | James Heathcote-Drummond-Willoughby, 3. Earl of Ancaster 1⁄4 1951–1983          | James Heathcote-Drummond-Willoughby, 3. Earl of Ancaster 1⁄4 1951–1983          | James Heathcote-Drummond-Willoughby, 3. Earl of Ancaster 1⁄4 1951–1983          | James Heathcote-Drummond-Willoughby, 3. Earl of Ancaster 1⁄4 1951–1983          | James Heathcote-Drummond-Willoughby, 3. Earl of Ancaster 1⁄4 1951–1983          |  |  | Charles Wilson, 3. Baron Nunburnholme 1⁄20 1968–1974  | Charles Wilson, 3. Baron Nunburnholme 1⁄20 1968–1974  | Charles Wilson, 3. Baron Nunburnholme 1⁄20 1968–1974  | Charles Wilson, 3. Baron Nunburnholme 1⁄20 1968–1974  | Charles Wilson, 3. Baron Nunburnholme 1⁄20 1968–1974  | Charles Wilson, 3. Baron Nunburnholme 1⁄20 1968–1974  |  |  | Brig. Anthony Llewellen Palmer 1⁄20 1955–1990 | Brig. Anthony Llewellen Palmer 1⁄20 1955–1990 | Brig. Anthony Llewellen Palmer 1⁄20 1955–1990 | Brig. Anthony Llewellen Palmer 1⁄20 1955–1990 | Brig. Anthony Llewellen Palmer 1⁄20 1955–1990 | Brig. Anthony Llewellen Palmer 1⁄20 1955–1990 |  |  | Col. Charles Timothy Llewellen Palmer          | Col. Charles Timothy Llewellen Palmer          | Col. Charles Timothy Llewellen Palmer          | Col. Charles Timothy Llewellen Palmer          | Col. Charles Timothy Llewellen Palmer          | Col. Charles Timothy Llewellen Palmer          |  |  | Lady Mary Findlay 1⁄100 1963–2003    | Lady Mary Findlay 1⁄100 1963–2003    | Lady Mary Findlay 1⁄100 1963–2003    | Lady Mary Findlay 1⁄100 1963–2003    | Lady Mary Findlay 1⁄100 1963–2003    | Lady Mary Findlay 1⁄100 1963–2003    |  |  | Lady Elizabeth Basset 1⁄100 1963–2000              | Lady Elizabeth Basset 1⁄100 1963–2000 | Lady Elizabeth Basset 1⁄100 1963–2000 | Lady Elizabeth Basset 1⁄100 1963–2000 | Lady Elizabeth Basset 1⁄100 1963–2000 | Lady Elizabeth Basset 1⁄100 1963–2000 |  |  |                                                                   |                                                                   |                                                                   |                                                                   |                                                                   |                                                                   |  |  | Lady Diana Matthews 1⁄100 1963–1970        | Lady Diana Matthews 1⁄100 1963–1970        | Lady Diana Matthews 1⁄100 1963–1970        | Lady Diana Matthews 1⁄100 1963–1970        | Lady Diana Matthews 1⁄100 1963–1970        | Lady Diana Matthews 1⁄100 1963–1970        |  |  | Lady Barbara Kwiatkowska 1⁄100 1963–2013 | Lady Barbara Kwiatkowska 1⁄100 1963–2013 | Lady Barbara Kwiatkowska 1⁄100 1963–2013 | Lady Barbara Kwiatkowska 1⁄100 1963–2013 | Lady Barbara Kwiatkowska 1⁄100 1963–2013 | Lady Barbara Kwiatkowska 1⁄100 1963–2013 |  |  | Josceline Chichester, Marchioness of Donegall 1⁄100 1963–1995 | Josceline Chichester, Marchioness of Donegall 1⁄100 1963–1995 | Josceline Chichester, Marchioness of Donegall 1⁄100 1963–1995 | Josceline Chichester, Marchioness of Donegall 1⁄100 1963–1995 | Josceline Chichester, Marchioness of Donegall 1⁄100 1963–1995 | Josceline Chichester, Marchioness of Donegall 1⁄100 1963–1995 |  |  | Derek Keppel, Viscount Bury 1⁄20 1928–1968     | Derek Keppel, Viscount Bury 1⁄20 1928–1968     | Derek Keppel, Viscount Bury 1⁄20 1928–1968     | Derek Keppel, Viscount Bury 1⁄20 1928–1968     | Derek Keppel, Viscount Bury 1⁄20 1928–1968     | Derek Keppel, Viscount Bury 1⁄20 1928–1968     |  |  | Sir Henry Legge-Bourke 1⁄20 1966–1973                             | Sir Henry Legge-Bourke 1⁄20 1966–1973                             | Sir Henry Legge-Bourke 1⁄20 1966–1973                             | Sir Henry Legge-Bourke 1⁄20 1966–1973                             | Sir Henry Legge-Bourke 1⁄20 1966–1973                             | Sir Henry Legge-Bourke 1⁄20 1966–1973                             |  |  | Hugh Cholmondeley, 6. Marquess of Cholmondeley 1⁄2 1968–1990    | Hugh Cholmondeley, 6. Marquess of Cholmondeley 1⁄2 1968–1990    | Hugh Cholmondeley, 6. Marquess of Cholmondeley 1⁄2 1968–1990    | Hugh Cholmondeley, 6. Marquess of Cholmondeley 1⁄2 1968–1990    | Hugh Cholmondeley, 6. Marquess of Cholmondeley 1⁄2 1968–1990    | Hugh Cholmondeley, 6. Marquess of Cholmondeley 1⁄2 1968–1990    |  |  |  |  |  |  |  |  |  |  |  |  |  |  |  |  |  |  |  |  |  |  |  |  |  |  |  |  |  |  |  |  |  |  |  |  |  |  |  |  |  |  |  |  |  |  |  |  |  |  |  |  |  |  |  |  |  |  |  |  |  |  |  |  |  |  |  |  |  |  |  |  |
|                                                                           |                                                                           |                                                                           |                                                                           |                                                                           |                                                                           |  |  | James Heathcote-Drummond-Willoughby, 3. Earl of Ancaster 1⁄4 1951–1983          | James Heathcote-Drummond-Willoughby, 3. Earl of Ancaster 1⁄4 1951–1983          | James Heathcote-Drummond-Willoughby, 3. Earl of Ancaster 1⁄4 1951–1983          | James Heathcote-Drummond-Willoughby, 3. Earl of Ancaster 1⁄4 1951–1983          | James Heathcote-Drummond-Willoughby, 3. Earl of Ancaster 1⁄4 1951–1983          | James Heathcote-Drummond-Willoughby, 3. Earl of Ancaster 1⁄4 1951–1983          |  |  | Charles Wilson, 3. Baron Nunburnholme 1⁄20 1968–1974  | Charles Wilson, 3. Baron Nunburnholme 1⁄20 1968–1974  | Charles Wilson, 3. Baron Nunburnholme 1⁄20 1968–1974  | Charles Wilson, 3. Baron Nunburnholme 1⁄20 1968–1974  | Charles Wilson, 3. Baron Nunburnholme 1⁄20 1968–1974  | Charles Wilson, 3. Baron Nunburnholme 1⁄20 1968–1974  |  |  | Brig. Anthony Llewellen Palmer 1⁄20 1955–1990 | Brig. Anthony Llewellen Palmer 1⁄20 1955–1990 | Brig. Anthony Llewellen Palmer 1⁄20 1955–1990 | Brig. Anthony Llewellen Palmer 1⁄20 1955–1990 | Brig. Anthony Llewellen Palmer 1⁄20 1955–1990 | Brig. Anthony Llewellen Palmer 1⁄20 1955–1990 |  |  | Col. Charles Timothy Llewellen Palmer          | Col. Charles Timothy Llewellen Palmer          | Col. Charles Timothy Llewellen Palmer          | Col. Charles Timothy Llewellen Palmer          | Col. Charles Timothy Llewellen Palmer          | Col. Charles Timothy Llewellen Palmer          |  |  | Lady Mary Findlay 1⁄100 1963–2003    | Lady Mary Findlay 1⁄100 1963–2003    | Lady Mary Findlay 1⁄100 1963–2003    | Lady Mary Findlay 1⁄100 1963–2003    | Lady Mary Findlay 1⁄100 1963–2003    | Lady Mary Findlay 1⁄100 1963–2003    |  |  | Lady Elizabeth Basset 1⁄100 1963–2000              | Lady Elizabeth Basset 1⁄100 1963–2000 | Lady Elizabeth Basset 1⁄100 1963–2000 | Lady Elizabeth Basset 1⁄100 1963–2000 | Lady Elizabeth Basset 1⁄100 1963–2000 | Lady Elizabeth Basset 1⁄100 1963–2000 |  |  |                                                                   |                                                                   |                                                                   |                                                                   |                                                                   |                                                                   |  |  | Lady Diana Matthews 1⁄100 1963–1970        | Lady Diana Matthews 1⁄100 1963–1970        | Lady Diana Matthews 1⁄100 1963–1970        | Lady Diana Matthews 1⁄100 1963–1970        | Lady Diana Matthews 1⁄100 1963–1970        | Lady Diana Matthews 1⁄100 1963–1970        |  |  | Lady Barbara Kwiatkowska 1⁄100 1963–2013 | Lady Barbara Kwiatkowska 1⁄100 1963–2013 | Lady Barbara Kwiatkowska 1⁄100 1963–2013 | Lady Barbara Kwiatkowska 1⁄100 1963–2013 | Lady Barbara Kwiatkowska 1⁄100 1963–2013 | Lady Barbara Kwiatkowska 1⁄100 1963–2013 |  |  | Josceline Chichester, Marchioness of Donegall 1⁄100 1963–1995 | Josceline Chichester, Marchioness of Donegall 1⁄100 1963–1995 | Josceline Chichester, Marchioness of Donegall 1⁄100 1963–1995 | Josceline Chichester, Marchioness of Donegall 1⁄100 1963–1995 | Josceline Chichester, Marchioness of Donegall 1⁄100 1963–1995 | Josceline Chichester, Marchioness of Donegall 1⁄100 1963–1995 |  |  | Derek Keppel, Viscount Bury 1⁄20 1928–1968     | Derek Keppel, Viscount Bury 1⁄20 1928–1968     | Derek Keppel, Viscount Bury 1⁄20 1928–1968     | Derek Keppel, Viscount Bury 1⁄20 1928–1968     | Derek Keppel, Viscount Bury 1⁄20 1928–1968     | Derek Keppel, Viscount Bury 1⁄20 1928–1968     |  |  | Sir Henry Legge-Bourke 1⁄20 1966–1973                             | Sir Henry Legge-Bourke 1⁄20 1966–1973                             | Sir Henry Legge-Bourke 1⁄20 1966–1973                             | Sir Henry Legge-Bourke 1⁄20 1966–1973                             | Sir Henry Legge-Bourke 1⁄20 1966–1973                             | Sir Henry Legge-Bourke 1⁄20 1966–1973                             |  |  | Hugh Cholmondeley, 6. Marquess of Cholmondeley 1⁄2 1968–1990    | Hugh Cholmondeley, 6. Marquess of Cholmondeley 1⁄2 1968–1990    | Hugh Cholmondeley, 6. Marquess of Cholmondeley 1⁄2 1968–1990    | Hugh Cholmondeley, 6. Marquess of Cholmondeley 1⁄2 1968–1990    | Hugh Cholmondeley, 6. Marquess of Cholmondeley 1⁄2 1968–1990    | Hugh Cholmondeley, 6. Marquess of Cholmondeley 1⁄2 1968–1990    |  |  |  |  |  |  |  |  |  |  |  |  |  |  |  |  |  |  |  |  |  |  |  |  |  |  |  |  |  |  |  |  |  |  |  |  |  |  |  |  |  |  |  |  |  |  |  |  |  |  |  |  |  |  |  |  |  |  |  |  |  |  |  |  |  |  |  |  |  |  |  |  |
|                                                                           |                                                                           |                                                                           |                                                                           |                                                                           |                                                                           |  |  | Jane Heathcote-Drummond-Willoughby, 28. Baroness Willoughby de Eresby 1⁄4 1983– | Jane Heathcote-Drummond-Willoughby, 28. Baroness Willoughby de Eresby 1⁄4 1983– | Jane Heathcote-Drummond-Willoughby, 28. Baroness Willoughby de Eresby 1⁄4 1983– | Jane Heathcote-Drummond-Willoughby, 28. Baroness Willoughby de Eresby 1⁄4 1983– | Jane Heathcote-Drummond-Willoughby, 28. Baroness Willoughby de Eresby 1⁄4 1983– | Jane Heathcote-Drummond-Willoughby, 28. Baroness Willoughby de Eresby 1⁄4 1983– |  |  | Ben Wilson, 4. Baron Nunburnholme 1⁄20 1974–1998      | Ben Wilson, 4. Baron Nunburnholme 1⁄20 1974–1998      | Ben Wilson, 4. Baron Nunburnholme 1⁄20 1974–1998      | Ben Wilson, 4. Baron Nunburnholme 1⁄20 1974–1998      | Ben Wilson, 4. Baron Nunburnholme 1⁄20 1974–1998      | Ben Wilson, 4. Baron Nunburnholme 1⁄20 1974–1998      |  |  |                                               |                                               |                                               |                                               |                                               |                                               |  |  | Julian Llewellen Palmer 1⁄20 1990–2002         | Julian Llewellen Palmer 1⁄20 1990–2002         | Julian Llewellen Palmer 1⁄20 1990–2002         | Julian Llewellen Palmer 1⁄20 1990–2002         | Julian Llewellen Palmer 1⁄20 1990–2002         | Julian Llewellen Palmer 1⁄20 1990–2002         |  |  | Cdr Jonathan Findlay 1⁄100 2003–2015 | Cdr Jonathan Findlay 1⁄100 2003–2015 | Cdr Jonathan Findlay 1⁄100 2003–2015 | Cdr Jonathan Findlay 1⁄100 2003–2015 | Cdr Jonathan Findlay 1⁄100 2003–2015 | Cdr Jonathan Findlay 1⁄100 2003–2015 |  |  | Bryan Basset 1⁄100 2000–2010                       | Bryan Basset 1⁄100 2000–2010          | Bryan Basset 1⁄100 2000–2010          | Bryan Basset 1⁄100 2000–2010          | Bryan Basset 1⁄100 2000–2010          | Bryan Basset 1⁄100 2000–2010          |  |  |                                                                   |                                                                   |                                                                   |                                                                   |                                                                   |                                                                   |  |  | Col James Hamilton-Russell 1⁄100 1970–2025 | Col James Hamilton-Russell 1⁄100 1970–2025 | Col James Hamilton-Russell 1⁄100 1970–2025 | Col James Hamilton-Russell 1⁄100 1970–2025 | Col James Hamilton-Russell 1⁄100 1970–2025 | Col James Hamilton-Russell 1⁄100 1970–2025 |  |  | Jan Witold Kwiatkowski 1⁄100 2013–       | Jan Witold Kwiatkowski 1⁄100 2013–       | Jan Witold Kwiatkowski 1⁄100 2013–       | Jan Witold Kwiatkowski 1⁄100 2013–       | Jan Witold Kwiatkowski 1⁄100 2013–       | Jan Witold Kwiatkowski 1⁄100 2013–       |  |  | Patrick Chichester, 8. Marquess of Donegall 1⁄100 1995–       | Patrick Chichester, 8. Marquess of Donegall 1⁄100 1995–       | Patrick Chichester, 8. Marquess of Donegall 1⁄100 1995–       | Patrick Chichester, 8. Marquess of Donegall 1⁄100 1995–       | Patrick Chichester, 8. Marquess of Donegall 1⁄100 1995–       | Patrick Chichester, 8. Marquess of Donegall 1⁄100 1995–       |  |  | Rufus Keppel, 10. Earl of Albemarle 1⁄20 1968– | Rufus Keppel, 10. Earl of Albemarle 1⁄20 1968– | Rufus Keppel, 10. Earl of Albemarle 1⁄20 1968– | Rufus Keppel, 10. Earl of Albemarle 1⁄20 1968– | Rufus Keppel, 10. Earl of Albemarle 1⁄20 1968– | Rufus Keppel, 10. Earl of Albemarle 1⁄20 1968– |  |  | William Legge-Bourke 1⁄20 1973–2009                               | William Legge-Bourke 1⁄20 1973–2009                               | William Legge-Bourke 1⁄20 1973–2009                               | William Legge-Bourke 1⁄20 1973–2009                               | William Legge-Bourke 1⁄20 1973–2009                               | William Legge-Bourke 1⁄20 1973–2009                               |  |  | David Cholmondeley, 7. Marquess of Cholmondeley 1⁄2 1990–       | David Cholmondeley, 7. Marquess of Cholmondeley 1⁄2 1990–       | David Cholmondeley, 7. Marquess of Cholmondeley 1⁄2 1990–       | David Cholmondeley, 7. Marquess of Cholmondeley 1⁄2 1990–       | David Cholmondeley, 7. Marquess of Cholmondeley 1⁄2 1990–       | David Cholmondeley, 7. Marquess of Cholmondeley 1⁄2 1990–       |  |  |  |  |  |  |  |  |  |  |  |  |  |  |  |  |  |  |  |  |  |  |  |  |  |  |  |  |  |  |  |  |  |  |  |  |  |  |  |  |  |  |  |  |  |  |  |  |  |  |  |  |  |  |  |  |  |  |  |  |  |  |  |  |  |  |  |  |  |  |  |  |
|                                                                           |                                                                           |                                                                           |                                                                           |                                                                           |                                                                           |  |  | Jane Heathcote-Drummond-Willoughby, 28. Baroness Willoughby de Eresby 1⁄4 1983– | Jane Heathcote-Drummond-Willoughby, 28. Baroness Willoughby de Eresby 1⁄4 1983– | Jane Heathcote-Drummond-Willoughby, 28. Baroness Willoughby de Eresby 1⁄4 1983– | Jane Heathcote-Drummond-Willoughby, 28. Baroness Willoughby de Eresby 1⁄4 1983– | Jane Heathcote-Drummond-Willoughby, 28. Baroness Willoughby de Eresby 1⁄4 1983– | Jane Heathcote-Drummond-Willoughby, 28. Baroness Willoughby de Eresby 1⁄4 1983– |  |  | Ben Wilson, 4. Baron Nunburnholme 1⁄20 1974–1998      | Ben Wilson, 4. Baron Nunburnholme 1⁄20 1974–1998      | Ben Wilson, 4. Baron Nunburnholme 1⁄20 1974–1998      | Ben Wilson, 4. Baron Nunburnholme 1⁄20 1974–1998      | Ben Wilson, 4. Baron Nunburnholme 1⁄20 1974–1998      | Ben Wilson, 4. Baron Nunburnholme 1⁄20 1974–1998      |  |  |                                               |                                               |                                               |                                               |                                               |                                               |  |  | Julian Llewellen Palmer 1⁄20 1990–2002         | Julian Llewellen Palmer 1⁄20 1990–2002         | Julian Llewellen Palmer 1⁄20 1990–2002         | Julian Llewellen Palmer 1⁄20 1990–2002         | Julian Llewellen Palmer 1⁄20 1990–2002         | Julian Llewellen Palmer 1⁄20 1990–2002         |  |  | Cdr Jonathan Findlay 1⁄100 2003–2015 | Cdr Jonathan Findlay 1⁄100 2003–2015 | Cdr Jonathan Findlay 1⁄100 2003–2015 | Cdr Jonathan Findlay 1⁄100 2003–2015 | Cdr Jonathan Findlay 1⁄100 2003–2015 | Cdr Jonathan Findlay 1⁄100 2003–2015 |  |  | Bryan Basset 1⁄100 2000–2010                       | Bryan Basset 1⁄100 2000–2010          | Bryan Basset 1⁄100 2000–2010          | Bryan Basset 1⁄100 2000–2010          | Bryan Basset 1⁄100 2000–2010          | Bryan Basset 1⁄100 2000–2010          |  |  |                                                                   |                                                                   |                                                                   |                                                                   |                                                                   |                                                                   |  |  | Col James Hamilton-Russell 1⁄100 1970–2025 | Col James Hamilton-Russell 1⁄100 1970–2025 | Col James Hamilton-Russell 1⁄100 1970–2025 | Col James Hamilton-Russell 1⁄100 1970–2025 | Col James Hamilton-Russell 1⁄100 1970–2025 | Col James Hamilton-Russell 1⁄100 1970–2025 |  |  | Jan Witold Kwiatkowski 1⁄100 2013–       | Jan Witold Kwiatkowski 1⁄100 2013–       | Jan Witold Kwiatkowski 1⁄100 2013–       | Jan Witold Kwiatkowski 1⁄100 2013–       | Jan Witold Kwiatkowski 1⁄100 2013–       | Jan Witold Kwiatkowski 1⁄100 2013–       |  |  | Patrick Chichester, 8. Marquess of Donegall 1⁄100 1995–       | Patrick Chichester, 8. Marquess of Donegall 1⁄100 1995–       | Patrick Chichester, 8. Marquess of Donegall 1⁄100 1995–       | Patrick Chichester, 8. Marquess of Donegall 1⁄100 1995–       | Patrick Chichester, 8. Marquess of Donegall 1⁄100 1995–       | Patrick Chichester, 8. Marquess of Donegall 1⁄100 1995–       |  |  | Rufus Keppel, 10. Earl of Albemarle 1⁄20 1968– | Rufus Keppel, 10. Earl of Albemarle 1⁄20 1968– | Rufus Keppel, 10. Earl of Albemarle 1⁄20 1968– | Rufus Keppel, 10. Earl of Albemarle 1⁄20 1968– | Rufus Keppel, 10. Earl of Albemarle 1⁄20 1968– | Rufus Keppel, 10. Earl of Albemarle 1⁄20 1968– |  |  | William Legge-Bourke 1⁄20 1973–2009                               | William Legge-Bourke 1⁄20 1973–2009                               | William Legge-Bourke 1⁄20 1973–2009                               | William Legge-Bourke 1⁄20 1973–2009                               | William Legge-Bourke 1⁄20 1973–2009                               | William Legge-Bourke 1⁄20 1973–2009                               |  |  | David Cholmondeley, 7. Marquess of Cholmondeley 1⁄2 1990–       | David Cholmondeley, 7. Marquess of Cholmondeley 1⁄2 1990–       | David Cholmondeley, 7. Marquess of Cholmondeley 1⁄2 1990–       | David Cholmondeley, 7. Marquess of Cholmondeley 1⁄2 1990–       | David Cholmondeley, 7. Marquess of Cholmondeley 1⁄2 1990–       | David Cholmondeley, 7. Marquess of Cholmondeley 1⁄2 1990–       |  |  |  |  |  |  |  |  |  |  |  |  |  |  |  |  |  |  |  |  |  |  |  |  |  |  |  |  |  |  |  |  |  |  |  |  |  |  |  |  |  |  |  |  |  |  |  |  |  |  |  |  |  |  |  |  |  |  |  |  |  |  |  |  |  |  |  |  |  |  |  |  |
|                                                                           |                                                                           |                                                                           |                                                                           |                                                                           |                                                                           |  |  |                                                                                 |                                                                                 |                                                                                 |                                                                                 |                                                                                 |                                                                                 |  |  |                                                       |                                                       |                                                       |                                                       |                                                       |                                                       |  |  |                                               |                                               |                                               |                                               |                                               |                                               |  |  |                                                |                                                |                                                |                                                |                                                |                                                |  |  |                                      |                                      |                                      |                                      |                                      |                                      |  |  |                                                    |                                       |                                       |                                       |                                       |                                       |  |  |                                                                   |                                                                   |                                                                   |                                                                   |                                                                   |                                                                   |  |  |                                            |                                            |                                            |                                            |                                            |                                            |  |  |                                          |                                          |                                          |                                          |                                          |                                          |  |  |                                                               |                                                               |                                                               |                                                               |                                                               |                                                               |  |  |                                                |                                                |                                                |                                                |                                                |                                                |  |  |                                                                   |                                                                   |                                                                   |                                                                   |                                                                   |                                                                   |  |  |                                                                 |                                                                 |                                                                 |                                                                 |                                                                 |                                                                 |  |  |  |  |  |  |  |  |  |  |  |  |  |  |  |  |  |  |  |  |  |  |  |  |  |  |  |  |  |  |  |  |  |  |  |  |  |  |  |  |  |  |  |  |  |  |  |  |  |  |  |  |  |  |  |  |  |  |  |  |  |  |  |  |  |  |  |  |  |  |  |  |
| Hon. Lorraine Wilson 1⁄80 1998–2022 1⁄60 2022–                            | Hon. Lorraine Wilson 1⁄80 1998–2022 1⁄60 2022–                            | Hon. Lorraine Wilson 1⁄80 1998–2022 1⁄60 2022–                            | Hon. Lorraine Wilson 1⁄80 1998–2022 1⁄60 2022–                            | Hon. Lorraine Wilson 1⁄80 1998–2022 1⁄60 2022–                            | Hon. Lorraine Wilson 1⁄80 1998–2022 1⁄60 2022–                            |  |  | Hon. Tatiana Dent 1⁄80 1998–2022 1⁄60 2022–                                     | Hon. Tatiana Dent 1⁄80 1998–2022 1⁄60 2022–                                     | Hon. Tatiana Dent 1⁄80 1998–2022 1⁄60 2022–                                     | Hon. Tatiana Dent 1⁄80 1998–2022 1⁄60 2022–                                     | Hon. Tatiana Dent 1⁄80 1998–2022 1⁄60 2022–                                     | Hon. Tatiana Dent 1⁄80 1998–2022 1⁄60 2022–                                     |  |  | Hon. Ines Garton 1⁄80 1998–2022 1⁄60 2022–            | Hon. Ines Garton 1⁄80 1998–2022 1⁄60 2022–            | Hon. Ines Garton 1⁄80 1998–2022 1⁄60 2022–            | Hon. Ines Garton 1⁄80 1998–2022 1⁄60 2022–            | Hon. Ines Garton 1⁄80 1998–2022 1⁄60 2022–            | Hon. Ines Garton 1⁄80 1998–2022 1⁄60 2022–            |  |  | Hon. Ysabel Williams 1⁄80 1998–2022           | Hon. Ysabel Williams 1⁄80 1998–2022           | Hon. Ysabel Williams 1⁄80 1998–2022           | Hon. Ysabel Williams 1⁄80 1998–2022           | Hon. Ysabel Williams 1⁄80 1998–2022           | Hon. Ysabel Williams 1⁄80 1998–2022           |  |  | Nicholas Llewellen Palmer 1⁄20 2002–           | Nicholas Llewellen Palmer 1⁄20 2002–           | Nicholas Llewellen Palmer 1⁄20 2002–           | Nicholas Llewellen Palmer 1⁄20 2002–           | Nicholas Llewellen Palmer 1⁄20 2002–           | Nicholas Llewellen Palmer 1⁄20 2002–           |  |  | Christopher Findlay 1⁄100 2015–      | Christopher Findlay 1⁄100 2015–      | Christopher Findlay 1⁄100 2015–      | Christopher Findlay 1⁄100 2015–      | Christopher Findlay 1⁄100 2015–      | Christopher Findlay 1⁄100 2015–      |  |  | David Basset 1⁄100 2010                            | David Basset 1⁄100 2010               | David Basset 1⁄100 2010               | David Basset 1⁄100 2010               | David Basset 1⁄100 2010               | David Basset 1⁄100 2010               |  |  | Michael James Basset 1⁄100 2010–                                  | Michael James Basset 1⁄100 2010–                                  | Michael James Basset 1⁄100 2010–                                  | Michael James Basset 1⁄100 2010–                                  | Michael James Basset 1⁄100 2010–                                  | Michael James Basset 1⁄100 2010–                                  |  |  | Mark Hamilton-Russell 1⁄100 2025-          | Mark Hamilton-Russell 1⁄100 2025-          | Mark Hamilton-Russell 1⁄100 2025-          | Mark Hamilton-Russell 1⁄100 2025-          | Mark Hamilton-Russell 1⁄100 2025-          | Mark Hamilton-Russell 1⁄100 2025-          |  |  |                                          |                                          |                                          |                                          |                                          |                                          |  |  |                                                               |                                                               |                                                               |                                                               |                                                               |                                                               |  |  |                                                |                                                |                                                |                                                |                                                |                                                |  |  | Capt. Harry Legge-Bourke 1⁄20 2009–                               | Capt. Harry Legge-Bourke 1⁄20 2009–                               | Capt. Harry Legge-Bourke 1⁄20 2009–                               | Capt. Harry Legge-Bourke 1⁄20 2009–                               | Capt. Harry Legge-Bourke 1⁄20 2009–                               | Capt. Harry Legge-Bourke 1⁄20 2009–                               |  |  |                                                                 |                                                                 |                                                                 |                                                                 |                                                                 |                                                                 |  |  |  |  |  |  |  |  |  |  |  |  |  |  |  |  |  |  |  |  |  |  |  |  |  |  |  |  |  |  |  |  |  |  |  |  |  |  |  |  |  |  |  |  |  |  |  |  |  |  |  |  |  |  |  |  |  |  |  |  |  |  |  |  |  |  |  |  |  |  |  |  |